# Eusébio da Silva Ferreira
Eusébio da Silva Ferreira, (pron. IPA: [eu'zɛbiu dɐ 'siɫvɐ fɨ'ʁɐiɾɐ]) (Lourenço Marques, Moçambic, 25 de gener de 1942 - Lisboa, 5 de gener de 2014), conegut simplement com a Eusébio, fou un futbolista portuguès dels anys 60. D'origen moçambiquès quan aquest territori pertanyia a Portugal, és considerat el millor jugador de futbol portuguès de la història; fou famós per la seva velocitat, tècnica, i capacitat atlètica, així com pel seu xut amb la cama dreta, que en va fer un prolític golejador. Durant la seva carrera professional va marcar 733 gols en 745 partits (41 gols en 64 partits per Portugal).
Amb el renom de Pantera Negra, Perla Negra, o o Rei hom el considera una llegenda del futbol portuguès, i el millor futbolista de tots els temps d'aquell país segons la IFFHS i la premsa especialitzada. El 4 de març de 2004, el brasiler Pelé el va incloure a la llista FIFA 100.
Els millors anys de la seva etapa de futbolista els va viure al Benfica on arribà el 1961 amb 18 anys procedent de l'Sporting Club de Lourenço Marques (fitxat per £7500) i hi romangué durant 15 anys. Amb aquest club guanyà dues Copes d'Europa (1961, 1962) i fou finalista tres cops més (1963, 1965 i 1968).
Fou la gran estrella de la selecció de Portugal que acabà tercera a la Copa del Món d'Anglaterra 66, essent el màxim golejador de la competició. Fou durant molt de temps el màxim golejador de la selecció amb 41 gols (en 64 partits). Aquest rècord fou superat per Pauleta el 12 d'octubre de 2005.
Va guanyar la Pilota d'Or al millor jugador d'Europa el 1965 i la Bota d'Or al màxim goleador el 1966 i el 1973. La FIFA el descriu com un mite, i la «figura més famosa del futbol portuguès», en un article que li dedica al seu lloc web oficial.

## Biografia
Eusébio va néixer al barri de Mafalala, de la ciutat de Lourenço Marques (actualment Maputo), a l'Àfrica Oriental Portuguesa, avui Moçambic, el 25 de gener de 1942. Era fill de Laurindo António da Silva Ferreira, un treballador del ferrocarril, blanc, nascut a Malanje (Àfrica Occidental Portuguesa, actual Angola) i Elisa Anissabeni, negra, natural de Moçambic. Es va criar en una societat extremadament pobra, solia saltar-se les classes de l'escola per jugar a futbol descalç amb els seus amics en camps improvisats. El seu pare va morir de tètanus quan Eusébio tenia 8 anys d'edat, de manera que Elisa va assumir gairebé exclusivament a la cura del jove Eusébio.

## Carrera esportiva

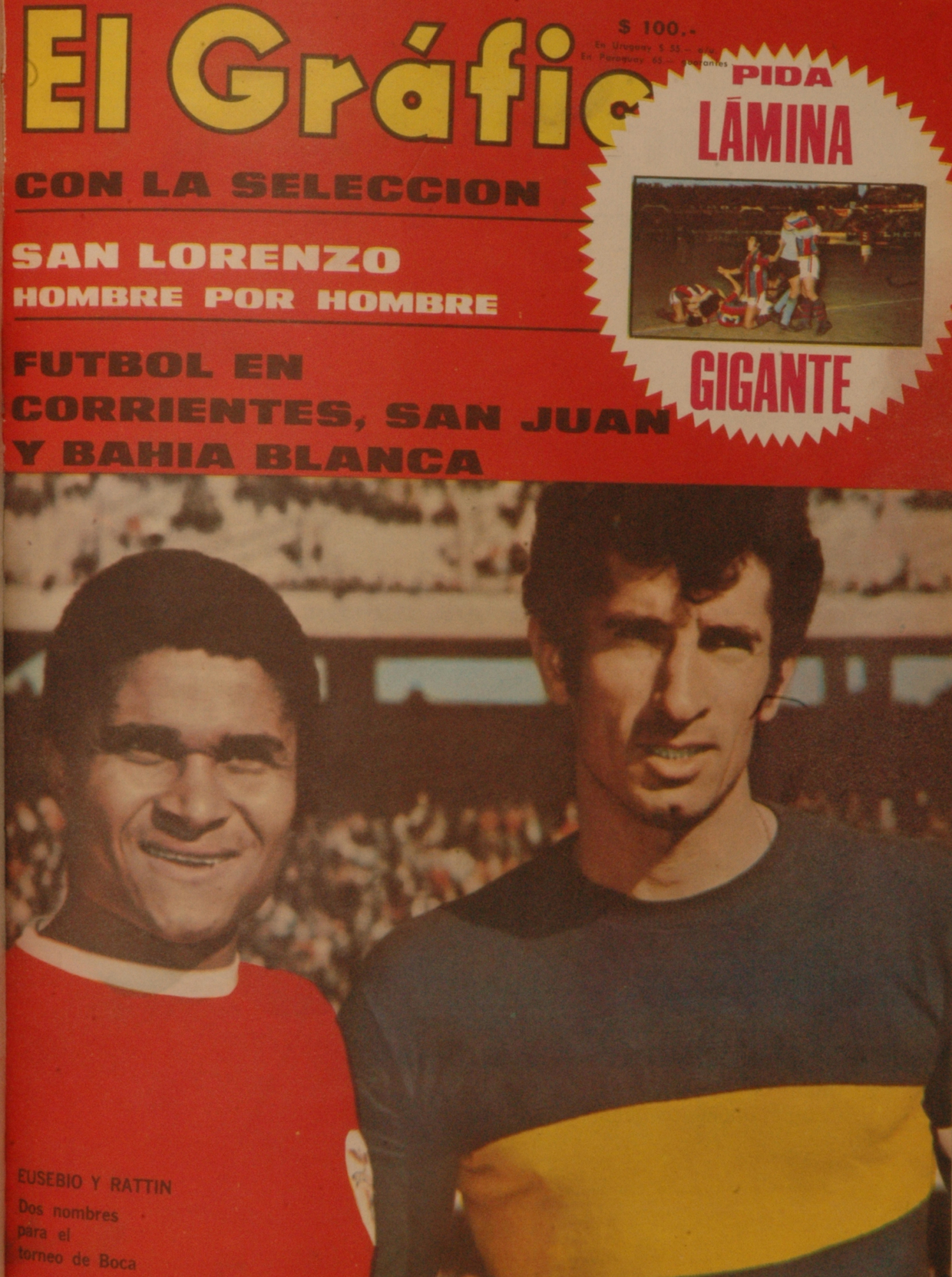
Eusébio i Rattín el 1968.

### Primers anys
Eusébio va començar a jugar a l'equip local amateur anomenat Os Brasileiros (els brasilers), en honor del gran equip del Brasil dels 1950s i en el qual ell i els seus amics podrien fins i tot haver jugat amb els noms de les estrelles brasileres. Feien servir pilotes fetes amb mitjons i papers enrotllats. Va intentar entrar, amb amics, al Grupo Desportivo de Lourenço de Marques, que era el seu equip favorit, a banda de planter del SL Benfica així com l'equip en què Mário Coluna havia jugat abans de fitxar pel Benfica, però fou refusat sense ni tan sols deixar-lo fer una prova. Llavors va provar sort amb el Sporting Clube de Lourenço Marques, on el van acceptar. Va afirmar que el va veure un antic porter de la Juventus FC quan tenia 15 anys: "Quan tenia 15 anys, la Juventus d'Itàlia em va voler fitxar, perquè un dels seus scouts, que havia estat un famós porter de l'equip, em va veure i els va dir que hi havia un noi amb potencial, i que podria ser bo fitxar-lo quan encara era desconegut. La Juventus va proposar fitxar-me però la meva mare mai va voler saber res d'això.".
Eusébio va jugar dues temporades amb l'equip juvenil, mentre feia aparicions esporàdiques al primer equip. Allà hi va guanyar el Campionat Provincial de Moçambic i el Campeonato Distrital de Lourenço Marques en la seva darrera temporada, el 1960.

### Benfica
Als divuit anys va fer el gran salt en la seva carrera, en anar a Lisboa i signar amb el SL Benfica, club amb el qual aconseguiria els majors èxits en la seva carrera esportiva. El Benfica va pagar al seu club anterior, el Sporting de Lourenço Marques, 350,000 escuts portuguesos (una quantitat equivalent a €136,000 el 2009). El Benfica havia descobert Eusébio mercès al seu exjugador brasiler José Carlos Bauer, qui l'havia vist a Lourenço Marques el 1960. Eusébio podia córrer els 100 metres per sota dels 11 segons. Tot i que preferia jugar amb la dreta podia fer servir l'esquerra pràcticament igual de bé. Bauer va recomanar Eusébio primer al seu antic club, el São Paulo FC, però els Tricolor el varen descartar.
A Bauer li havia demanat el seu antic entrenador al São Paulo, Béla Guttmann, que busqués jugadors talentosos durant un viatge de deu setmanes a l'Àfrica, i allà hi va trobr Eusébio. Quan el São Paulo no va poder assumir el preu que en demanaven, Bauer va llavors recomanar-lo a Guttmann, qui en aquell moment era l'entrenador del Benfica. Guttman es va moure ràpidament per fitxar el jove pel Benfica.

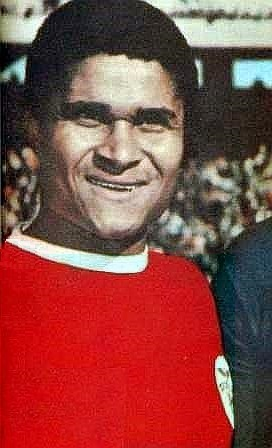
Eusébio durant la seva etapa al Benfica. És el màxim golejador històric del club, amb 473 gols en 440 partits oficials.

El traspàs va ser controvertit; l'Sporting Lourenço Marques era filial de l'Sporting CP, rival del Benfica, i els dos rivals varen discutir-se sobre la legalitat de l'operació. Segons Eusébio: "Jo jugava al club planter de l'Sporting a Moçambic. El Benfica volia pagar per contractar-me mentre que l'Sporting volia emportar-se'm [a Portugal] com a júnior, per agafar experiència, sense compensació econòmmica. El Benfica va fer una bona aproximació: van anar a parlar amb la meva mare i el meu germà, i varen oferir-los 1,000 euros per tres anys. El meu germà va demanar el doble i l'hi van donar. Llavors, varen signar el contracte amb la meva mare i ella va agafar els diners."
Sobre el 15 de desembre de 1960, Eusébio va arribar a Lisboa, i el varen portar a Lagos, a l'Algarve, perquè el Benfica temia que l'Sporting entorpís l'operació. Durant el traspàs li varen posar el renom en clau Ruth Malosso. Va romandre allà durant 12 dies, fins que es va calmar la convulsió de la transferència. Mentre s'allotjava a una habitació d'hotel, se li va advertir de possibles intents d'assetjament. Eusébio es va plantejar deixar Portugal, però la seva mare el va convèncer de quedar-se.
Benfica no va registrar Eusébio fins al maig de l'any següent, i va jugar el seu primer partit no oficial va ser davant l'Atlético Clube de Portugal el 23 de maig de 1961. Va marcar un hat-trick en una victòria per 4–2. El seu debut en partit oficial fou l'1 de juny de 1961, contra el Vitória de Setúbal, a la tornada de la tercera ronda de la Taça de Portugal 1960–61. El partit es disputava, estranyament, el dia després de la final de la Copa d'Europa contra el FC Barcelona i la Federació Portuguesa de Futbol no el va voler posposar. Com que el primer equip estava tornant de Berna, el Benfica va jugar amb l'equip filial i fou derrotat per 1–4. Eusébio va marcar un gol i va fallar un penal (el primer dels únics cinc que va fallar en tota la seva carrera), però això no va ser suficient per passar de ronda (4–5 en el resultat global). El 10 de juny de 1961, només nou dies després, Eusébio va debutar a la Primeira Divisão, el darrer partit de la competició, contra el CF Os Belenenses, i va marcar un gol, en una victòria per 4–0. El 15 de juny, el Benfica va jugar la final del Tournoi de Paris (invitacional) contra el Santos FC de Pelé, i al començament de la segona part, amb el Benfica perdent per 0–4, Béla Guttmann va decidir fer sortir Eusébio de la banqueta en lloc de Santana. Poc després d'entrar, el Santos va fer el 0–5. Malgrat això, entre el minut 63 i el 80, Eusébio va fer 3 gols i va patir una falta a l'àrea, que el xutador del penal, José Augusto, va fallar. El partit va acabar 6–3 pel Santos, però Eusébio va aconseguir ser portada del rotatiu esportiu francès L'Équipe.

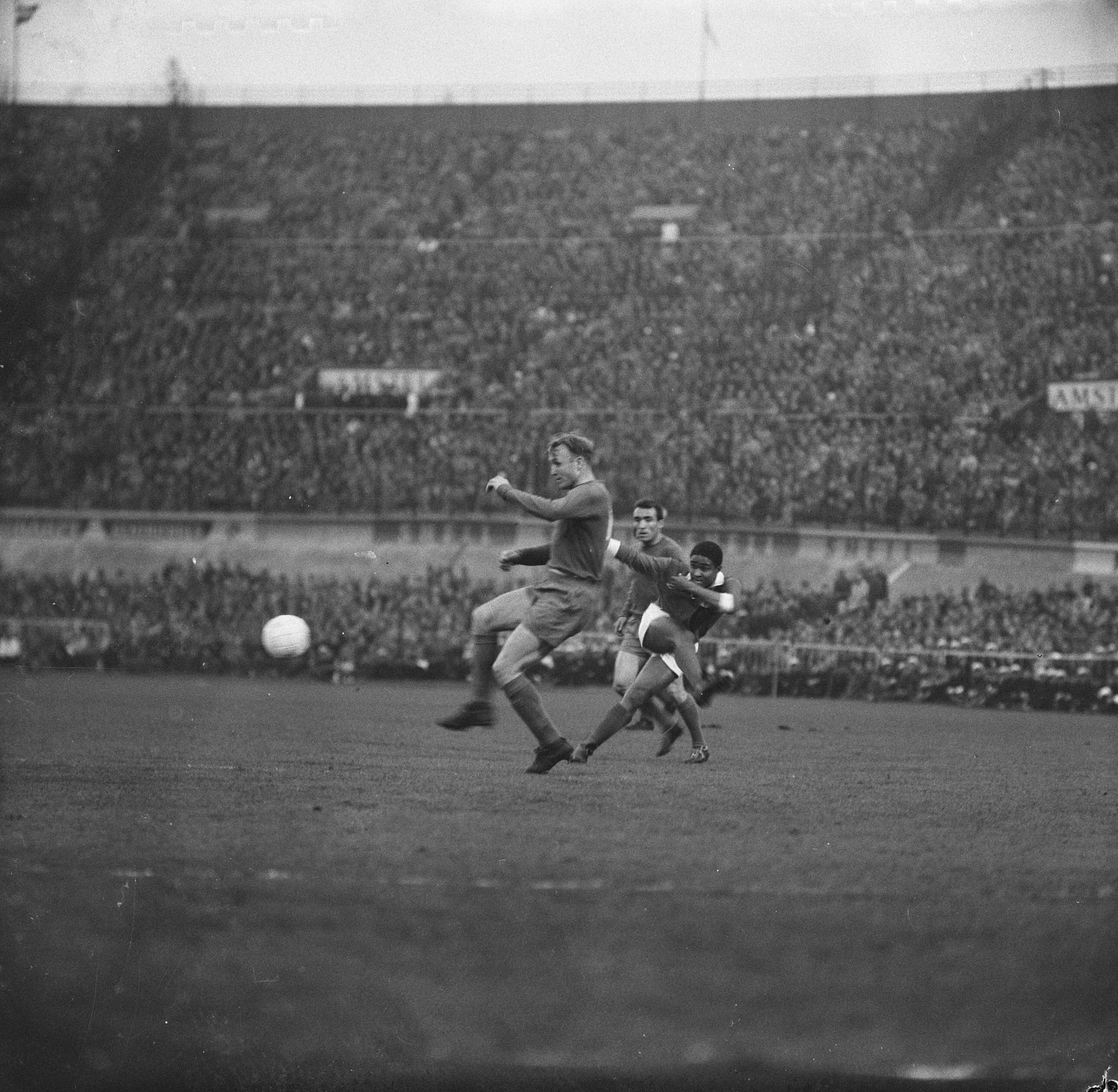
Eusébio xuta contra el Reial Madrid durant la final de la Copa d'Europa de futbol de 1962.

La temporada següent fou la primera en què va començar a guanyar-se el reconeixement dels seguidors i dels crítics. Va marcar 12 gols en 17 partits de lliga, i tot i que el club fou tercer, van guanyar la Taça de Portugal contra el Vitória de Setúbal, amb Eusébio marcant dos gols a la final. En aquesta mateixa temporada, va guanyar la Copa d'Europa, també marcant dos gols a la final contra el Reial Madrid CF en un partit que acabà 5–3 pel Benfica a l'Estadi Olímpic d'Amsterdam, la segona victòria consecutiva de l'equip portuguès en la competició. A causa d'aquesta bona actuació durant la temporada, fou segon al Ballon d'Or 1962, en la seva primera temporada completa com a professional. L'octubre de 1963, fou seleccionat per representar l'equip de la FIFA al "Golden Anniversary" de la Football Association a Wembley.

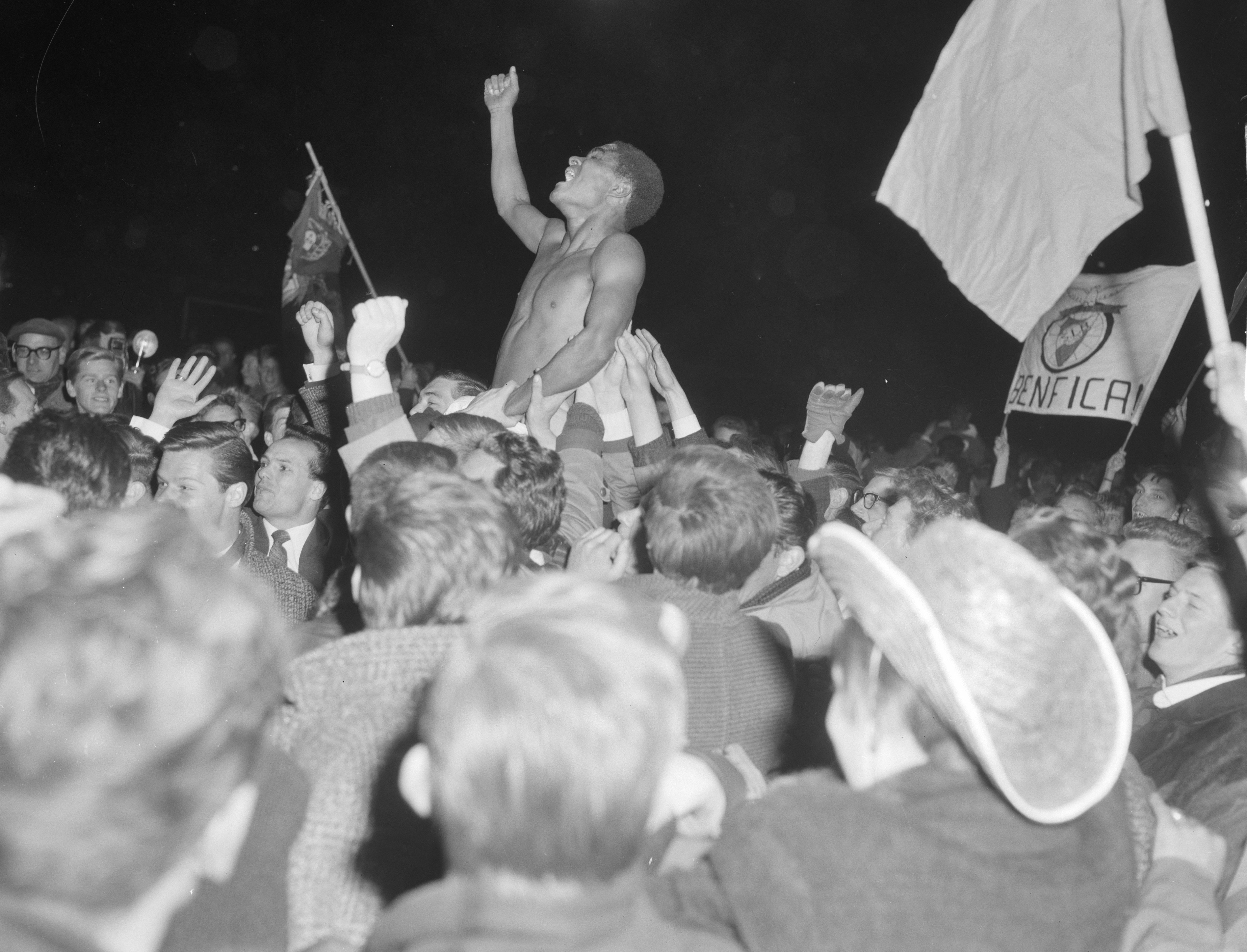
Eusébio celebrant la victòria del Benfica a la Copa d'Europa de 1962

El Benfica va ser també finalista de la Copa d'Europa el 1963, 1965 i 1968.
Eusébio fou titular a la final de la Copa d'Europa de 1963, que el Benfica va perdre contra l'AC Milan per 2 a 1 a l'estadi de Wembley a Londres, una derrota que va trencar una ratxa consecutiva de dues victòries portugueses a la Copa d'Europa, i que representà també la primera victòria italiana en la competició. També va jugar com a titular la final de la Copa d'Europa de 1965, que el Benfica va perdre contra l'Inter de Milà per 0 a 1 a San Siro, la segona victòria consecutiva de l'Inter en la competició.
En la derrota del 1968 contra el campió de lliga anglès Manchester United FC a Wembley, amb el marcador 1–1, va estar a punt de guanyar el partit pel Benfica als darrers segons del partit, però el seu xut el va aturar Alex Stepney. Malgrat això, i al fet que els anglesos acabarien guanyant per 4–1 en la pròrroga, va felicitar obertament Stepney per la seva actuació durant el partit, aturant-se per aplaudir-lo, mentre Stepney posava la pilota en joc.
Va rebre un gran nombre de premis i guardons individuals mentre jugava pel Benfica. Va ser jugador europeu de l'any el 1965 (Ballon d'Or) i finalista dos cops més, el 1962 i 1966, i el 1968 fou el primer guanyaror de la Bota d'Or, com a màxim golejador d'Europa, fita que repetí cinc anys més tard. Fou el màxim golejador de la primera divisió portuguesa set cops (1964, 1965, 1966, 1967, 1968, 1970 i 1973), ajudant el Benfica a guanyar 11 campionats de lliga (1960–61, 1962–63, 1963–64, 1964–65, 1966–67, 1967–68, 1968–69, 1970–71, 1971–72, 1972–73 i 1974–75), 5 copes de Portugal (1961–62, 1963–64, 1968–69, 1969–70 i 1971–72), 1 Copa d'Europa (1961–62) i 3 finals de la Copa d'Europa (1962–63, 1964–65 i 1967–68).
Eusébio va marcar 473 gols en 440 partits oficials amb el Benfica, inclosos 317 gols en 301 partits de la Primeira Liga, i 59 gols en 78 partits de competicions UEFA. En total, va fer 727 gols en 715 partits lluint la samarreta del Benfica.

### Darrers anys

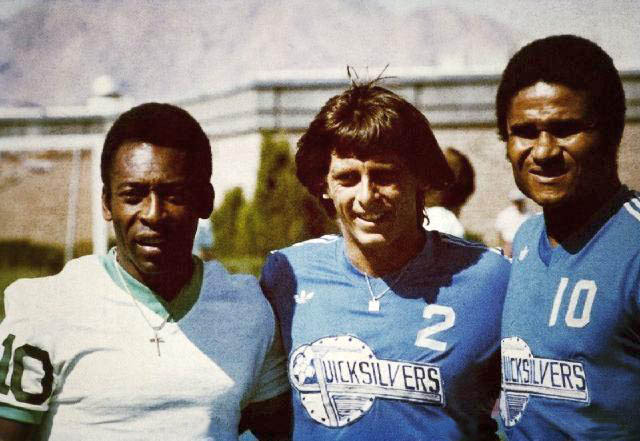
Eusébio (dreta) amb Pelé (esquerra) abans d'un partit a la NASL l'abril de 1977

Les temporades 1976–77 i 1977–78, Eusébio va jugar per dos clubs portuguesos petits, el SC Beira-Mar, de la primera divisió, i l'União de Tomar, de segona divisió.
També va jugar a la North American Soccer League (NASL), per a tres equips diferents, entre 1975 i 1977: Boston Minutemen (1975), Toronto Metros-Croatia (1976), i Las Vegas Quicksilvers (1977). La seva temporada més reeixida a la NASL va ser el 1976, amb els Toronto Metros-Croatia. Hi va marcar un gol en una victòria per 3–0 a la Soccer Bowl '76 que va servir per guanyar el títol de la NASL. El mateix any, va jugar deu partits amb el CF Monterrey a la lliga mexicana.
La temporada següent (1977), va signar contracte amb Las Vegas Quicksilvers. En aquella època, les lesions l'havien afectat, i va estar constantment rebent tractament mèdic mentre jugava amb els Quicksilvers. Durant la temporada, només va aconseguir marcar dos gols.
Malgrat que els seus genolls ja no li permetien de continuar a la NASL, Eusébio volia continuar jugant al futbol, i va jugar per a diversos equips nord-americans menors. Es va retirar el 1979 i va passar a formar part del comitè tècnic de la selecció portuguesa de futbol.

## Internacional
Eusébio va ser el màxim golejador de la selecció portuguesa, amb 41 gols en 64 partits, fins que Pauleta el va igualar i finalment va superar el seu rècord en un partit contra Letònia el 12 d'octubre de 2005. Eusébio fou també el portuguès amb més internacionalitats des del 1972, fins que Tamagnini Nené va jugar el seu 64è partit internacional contra Iugoslàvia el 2 de juny de 1984, en partit amistós, i va trencar el rècord d'Eusébio durant l'Eurocopa de 1984 el 20 de juny contra Romania. Va debutar amb Portugal contra Luxemburg el 8 d'octubre de 1961, un partit que la seva selecció va perdre per 4–2, tot i que Eusébio va marcar el primer gol del partit.

## Mort

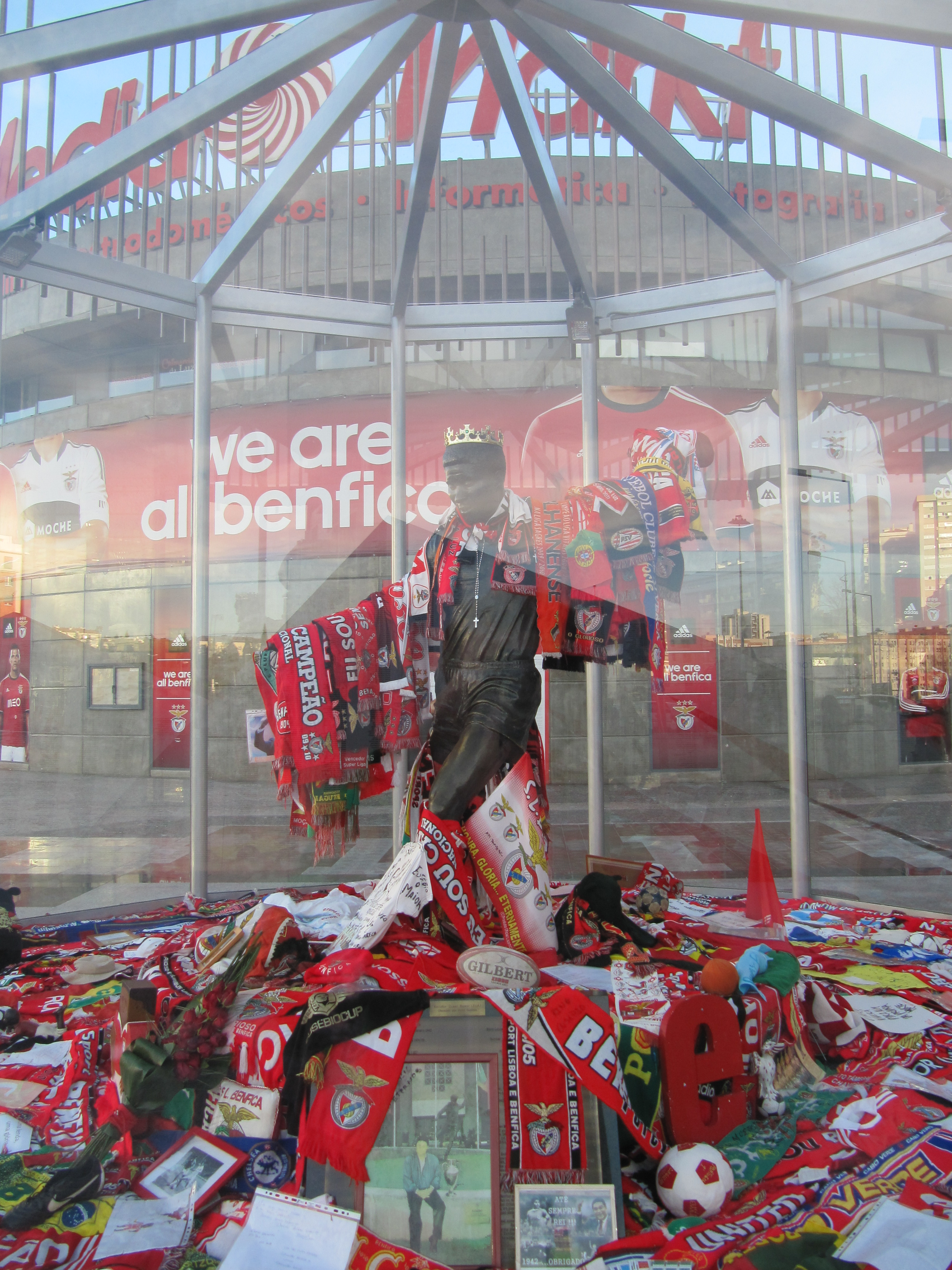
Estàtua d'Eusébio a l'Estádio da Luz.

L'exfutbolista va morir el diumenge 5 de gener de 2014 a la ciutat de Lisboa als 71 anys d'edat, per causa d'una insuficiència cardíaca. Després de la seva mort, el Govern de Portugal va declarar tres dies de dol.
El seguici fúnebre es va fer a l'Estádio da Luz davant més de 10.000 espectadors, i va ser seguit per diverses personalitats de país.
El President de la República Portuguesa, Aníbal Cavaco Silva i el Primer ministre de Portugal, Pedro Passos Coelho, també van fer acte de presència en els actes fúnebres.

## Palmarès
- Sporting Clube Lourenço Marques
  - Lliga moçambiquesa de futbol: 1960
- Sport Lisboa e Benfica
  - Lliga portuguesa de futbol: 1961, 1963, 1964, 1965, 1967, 1968, 1969, 1971, 1972, 1973, 1975
  - Copa portuguesa de futbol: 1962, 1964, 1969, 1970, 1972
  - Copa d'Honor portuguesa: 1963, 1965, 1968, 1973, 1975
  - Copa d'Europa de futbol: 1961, 1962
- New Jersey Americans
  - North American Soccer League (NASL): 1976
- Portugal
  - Copa del Món de futbol: Tercera posició el 1966

### Guardons individuals

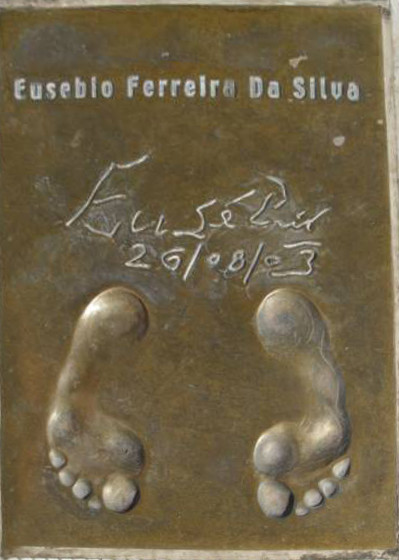
El Golden Foot d'Eusébio a Mònaco

Moltes són les distincions individuals que ha rebut amb el pas dels anys, entre les que es poden destacar les següents:
- Futbolista Europeu de l'Any (Bota d'or): 1965
- Futbolista Europeu de l'Any d'argent (Pilota d'argent): 1962, 1966
- Bota d'or europea: 1968, 1973 (42, 40 gols)
- Màxim golejador del Mundial de 1966 amb 9 gols
- Màxim golejador de la lliga portuguesa: 7 cops entre 1964 i 1973
- Esportista portuguès de l'any: 1970, 1973
- Escollit novè millor jugador del segle xx per la IFFHS.[47]
- Nomenat per Pelé com un dels 125 més grans futbolistes vius el 2004 (FIFA 100).
- El 2003 fou escollit Golden Player de Portugal com el millor futbolista portuguès dels darrers 50 anys.[48]
- Ordem do Infante D. Henrique
- Orde de Mèrit de Portugal

## Estadístiques

### Clubs
| Club                                  | Div.                | Temporada           | Lliga | Lliga | Copes estatals(1) | Copes estatals(1) | Torneigs internacionals(2) | Torneigs internacionals(2) | Total | Total | Mitjana golejadora(3) |
| Club                                  | Div.                | Temporada           | Part. | Gols  | Part.             | Gols              | Part.                      | Gols                       | Part. | Gols  | Mitjana golejadora(3) |
| ------------------------------------- | ------------------- | ------------------- | ----- | ----- | ----------------- | ----------------- | -------------------------- | -------------------------- | ----- | ----- | --------------------- |
| CD Maxaquene · Moçambic               | 1a                  | 1957                | 4     | 9     | —                 | —                 | —                          | —                          | 4     | 9     | 2.25                  |
| CD Maxaquene · Moçambic               | 1a                  | 1958                | 7     | 11    | —                 | —                 | —                          | —                          | 7     | 11    | 1.57                  |
| CD Maxaquene · Moçambic               | 1a                  | 1959                | 11    | 21    | —                 | —                 | —                          | —                          | 11    | 21    | 1.90                  |
| CD Maxaquene · Moçambic               | 1a                  | 1960                | 20    | 36    | —                 | —                 | —                          | —                          | 20    | 36    | 1.80                  |
| CD Maxaquene · Moçambic               | Total club          | Total club          | 42    | 77    | 0                 | 0                 | 0                          | 0                          | 42    | 77    | 1.92                  |
| S. L. Benfica · Portugal              | 1a                  | 1960/61             | 1     | 1     | 1                 | 1                 | 0                          | 0                          | 2     | 2     | 1.00                  |
| S. L. Benfica · Portugal              | 1a                  | 1961/62             | 17    | 12    | 7                 | 11                | 7                          | 6                          | 31    | 29    | 0.94                  |
| S. L. Benfica · Portugal              | 1a                  | 1962/63             | 24    | 23    | 6                 | 8                 | 9                          | 7                          | 39    | 38    | 0.97                  |
| S. L. Benfica · Portugal              | 1a                  | 1963/64             | 19    | 28    | 6                 | 14                | 3                          | 4                          | 28    | 46    | 1.64                  |
| S. L. Benfica · Portugal              | 1a                  | 1964/65             | 20    | 28    | 7                 | 11                | 9                          | 9                          | 36    | 48    | 1.33                  |
| S. L. Benfica · Portugal              | 1a                  | 1965/66             | 23    | 25    | 2                 | 5                 | 5                          | 7                          | 30    | 37    | 1.23                  |
| S. L. Benfica · Portugal              | 1a                  | 1966/67             | 26    | 31    | 3                 | 7                 | 4                          | 4                          | 33    | 42    | 1.27                  |
| S. L. Benfica · Portugal              | 1a                  | 1967/68             | 24    | 42    | 2                 | 2                 | 9                          | 6                          | 35    | 50    | 1.43                  |
| S. L. Benfica · Portugal              | 1a                  | 1968/69             | 21    | 10    | 9                 | 18                | 5                          | 1                          | 35    | 29    | 0.83                  |
| S. L. Benfica · Portugal              | 1a                  | 1969/70             | 22    | 20    | 2                 | 1                 | 4                          | 4                          | 28    | 25    | 0.93                  |
| S. L. Benfica · Portugal              | 1a                  | 1970/71             | 22    | 19    | 7                 | 9                 | 3                          | 7                          | 32    | 35    | 1.09                  |
| S. L. Benfica · Portugal              | 1a                  | 1971/72             | 24    | 18    | 5                 | 8                 | 8                          | 1                          | 37    | 27    | 0.76                  |
| S. L. Benfica · Portugal              | 1a                  | 1972/73             | 28    | 40    | 1                 | 0                 | 4                          | 2                          | 33    | 42    | 1.27                  |
| S. L. Benfica · Portugal              | 1a                  | 1973/74             | 21    | 16    | 3                 | 2                 | 4                          | 1                          | 28    | 19    | 0.68                  |
| S. L. Benfica · Portugal              | 1a                  | 1974/75             | 9     | 2     | 0                 | 0                 | 4                          | 0                          | 13    | 2     | 0.15                  |
| S. L. Benfica · Portugal              | Total club          | Total club          | 301   | 315   | 61                | 97                | 78                         | 59                         | 440   | 471   | 1.07                  |
| Boston Minutemen · Estats Units       | 1a                  | 1975                | 7     | 2     | -                 | -                 | -                          | -                          | 7     | 2     | 0.29                  |
| Boston Minutemen · Estats Units       | Total club          | Total club          | 7     | 2     | -                 | -                 | -                          | -                          | 7     | 2     | 0.29                  |
| CF Monterrey · Mèxic                  | 1a                  | 1976                | 10    | 1     | -                 | -                 | -                          | -                          | 10    | 1     | 0.10                  |
| CF Monterrey · Mèxic                  | Total club          | Total club          | 10    | 1     | -                 | -                 | -                          | -                          | 10    | 1     | 0.10                  |
| Toronto Blizzard · Canadà             | 1a                  | 1976                | 25    | 18    | -                 | -                 | -                          | -                          | 25    | 18    | 0.64                  |
| Toronto Blizzard · Canadà             | Total club          | Total club          | 25    | 18    | -                 | -                 | -                          | -                          | 25    | 18    | 0.64                  |
| S. C. Beira-Mar · Portugal            | 1a                  | 1976/77             | 12    | 3     | -                 | -                 | -                          | -                          | 12    | 3     | 0.25                  |
| S. C. Beira-Mar · Portugal            | Total club          | Total club          | 12    | 3     | -                 | -                 | -                          | -                          | 12    | 3     | 0.25                  |
| Las Vegas Quicksilvers · Estats Units | 1a                  | 1977                | 17    | 2     | -                 | -                 | -                          | -                          | 17    | 2     | 0.12                  |
| Las Vegas Quicksilvers · Estats Units | Total club          | Total club          | 17    | 2     | -                 | -                 | -                          | -                          | 17    | 2     | 0.12                  |
| União de Tomar · Portugal             | 2a                  | 1977/78             | 12    | 3     | -                 | -                 | -                          | -                          | 12    | 3     | 0.25                  |
| União de Tomar · Portugal             | Total club          | Total club          | 12    | 3     | -                 | -                 | -                          | -                          | 12    | 3     | 0.25                  |
| New Jersey Americans · Estats Units   | 2a                  | 1978                | 9     | 2     | -                 | -                 | -                          | -                          | 9     | 2     | 0.22                  |
| New Jersey Americans · Estats Units   | Total club          | Total club          | 9     | 2     | -                 | -                 | -                          | -                          | 9     | 2     | 0.22                  |
| Total en la carrera                   | Total en la carrera | Total en la carrera | 435   | 423   | 61                | 97                | 78                         | 59                         | 574   | 579   | 1.01                  |

### Resum estadístic
|                      | Partits | Gols | Mitjana |
| -------------------- | ------- | ---- | ------- |
| Lliga Regional       | 42      | 77   | 1.83    |
| Primera divisió      | 381     | 345  | 0.90    |
| Segona Divisió       | 12      | 3    | 0.25    |
| Copes estatals       | 61      | 97   | 1.59    |
| Copes internacionals | 78      | 59   | 0.76    |
| Selecció de Portugal | 64      | 41   | 0.64    |
| TOTAL                | 638     | 622  | 0,975   |